# قائمة الأرقام القياسية الفلسطينية
تسرد قائمة الأرقام القياسية الفلسطينية السجلات الدولية التي حققها أشخاص أو مجموعات أو مؤسسات من الأراضي الفلسطينية.

## جمازة جوية

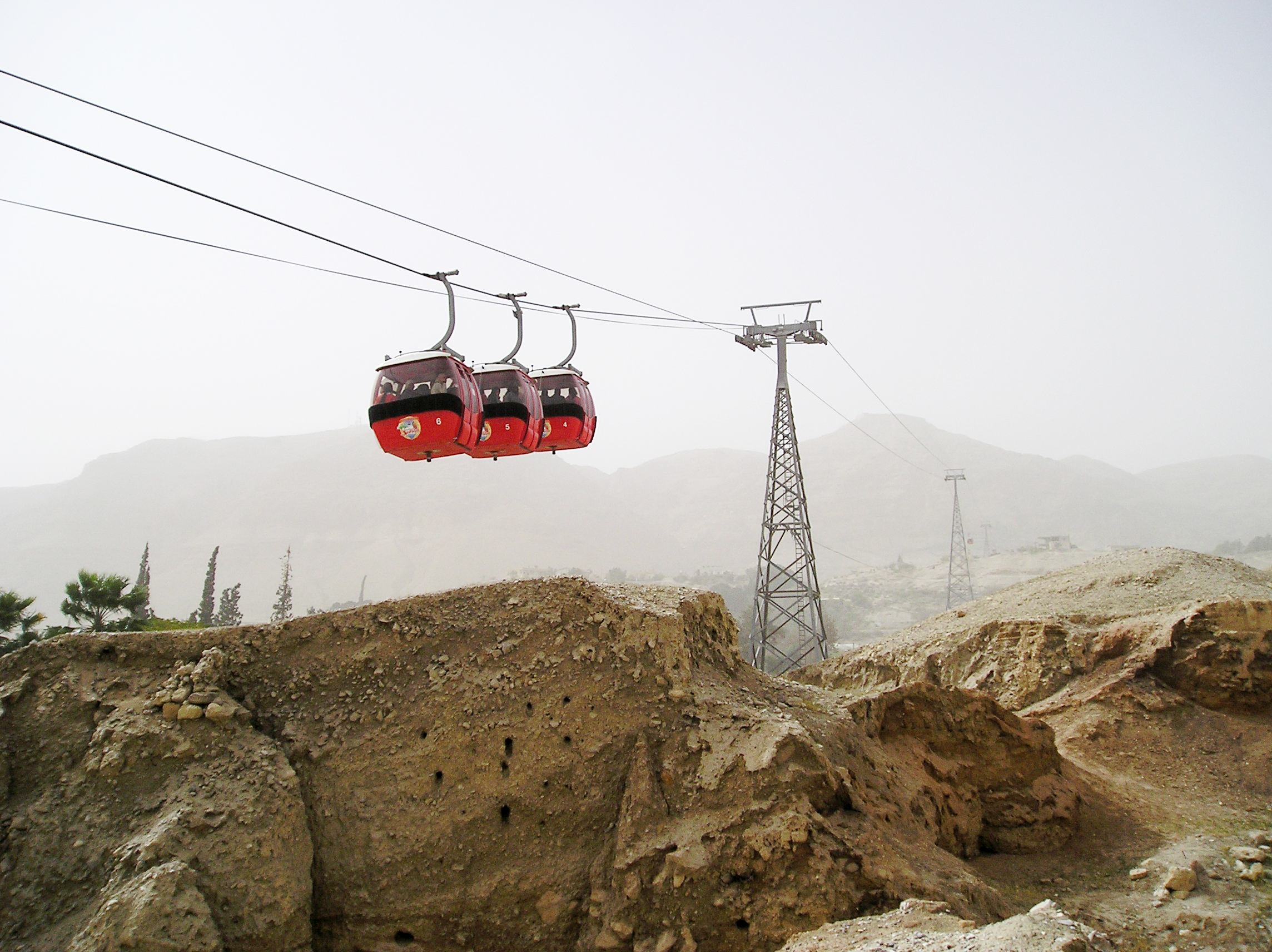
جمازة أريحا الجوية

تقع أطول جمّازة جوية تحت مستوى سطح البحر في مدينة أريحا . يبلغ طول سلكها 1,330 متر (4,360 قدم) من القاعدة إلى القمة، ويربط تل أريحا بجبل الأربعين (وهو الجبل الذي يعتقد المسيحيون أن الشيطان قد جرب يسوع عنده). تحتوي الجمّازة على 12 مقطورة تتسع كل منها لثمانية أشخاص، بسعة استيعابية إجمالية تبلغ 625 شخصًا في الساعة.

## الطائرات الورقية
أعلنت وكالة الأمم المتحدة لإغاثة وتشغيل اللاجئين الفلسطينيين (أونروا) في 29 يوليو 2010 عن تحطيمها رقمها القياسي السّابق في تحليق الطائرات الورقية على ساحل قطاع غزة بتحليق 7202 طائرة ورقية.
سجَّل مجموعة من الأطفال (3710 أطفال) الرقم القياسي السابق في 30 يوليو 2009 في قطاع غزة، متجاوزين الرقم القياسي السَّابق الورقية على ساحل قطاع غزة بتحليق 7202 طائرة ورقية.
كانت المحاولة القياسية جزءًا من برنامج الألعاب الصيفية الذي تديره الأونروا والمتاح للشباب الفلسطينيين خلال العطلة الصيفية من المدرسة، انضم للفعالية قرابةَ 6000 شخص من المعسكر في زي برتقالي وقبعات زرقاء إلى شاطئ في شمال غزة الذي مزقته الحرب، حيث أطلقوا طائراتهم الورقية في سماء صافية.وقد احتوت بعض بعض الطائرات الورقية العلم الفلسطيني الأحمر والأخضر والأسود والأبيض.

## الأطعمة

### تبولة

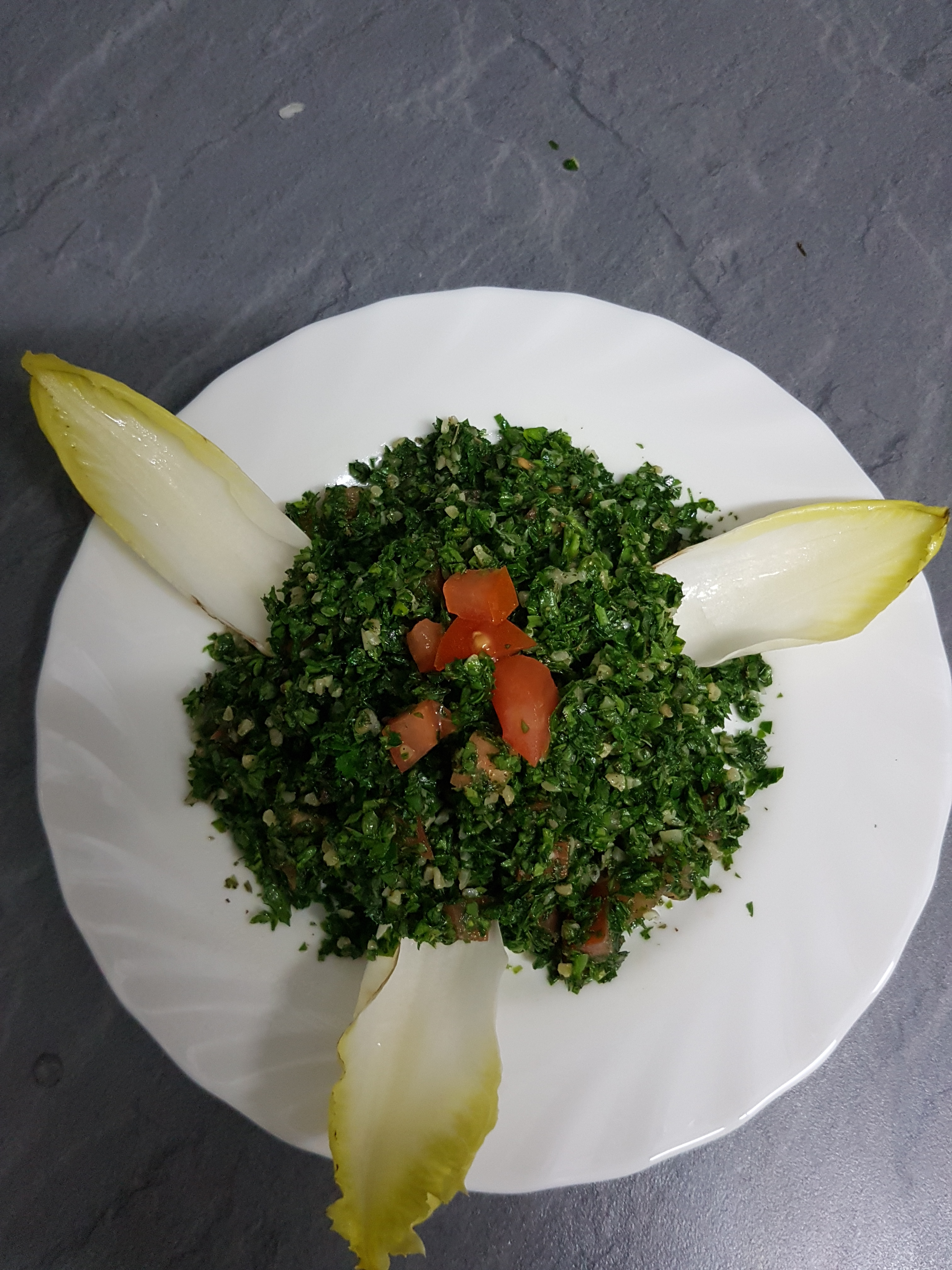

يحمل مطعم ناصر عبد الهادي في رام الله (مطعم زيت وزعتر) رقم قياسيًا مسجلًا في موسوعة غينيس للأرقام القياسية لأكبر صحن تبولة في العالم (سلطة عربية مُعدَّة من البقدونس المفروم والبرغل والبصل والطماطم والنعناع)، بلغ وزن السلطة 1،081 كغ وقطره 4.3 متر (170 بوصة).

### قطايف

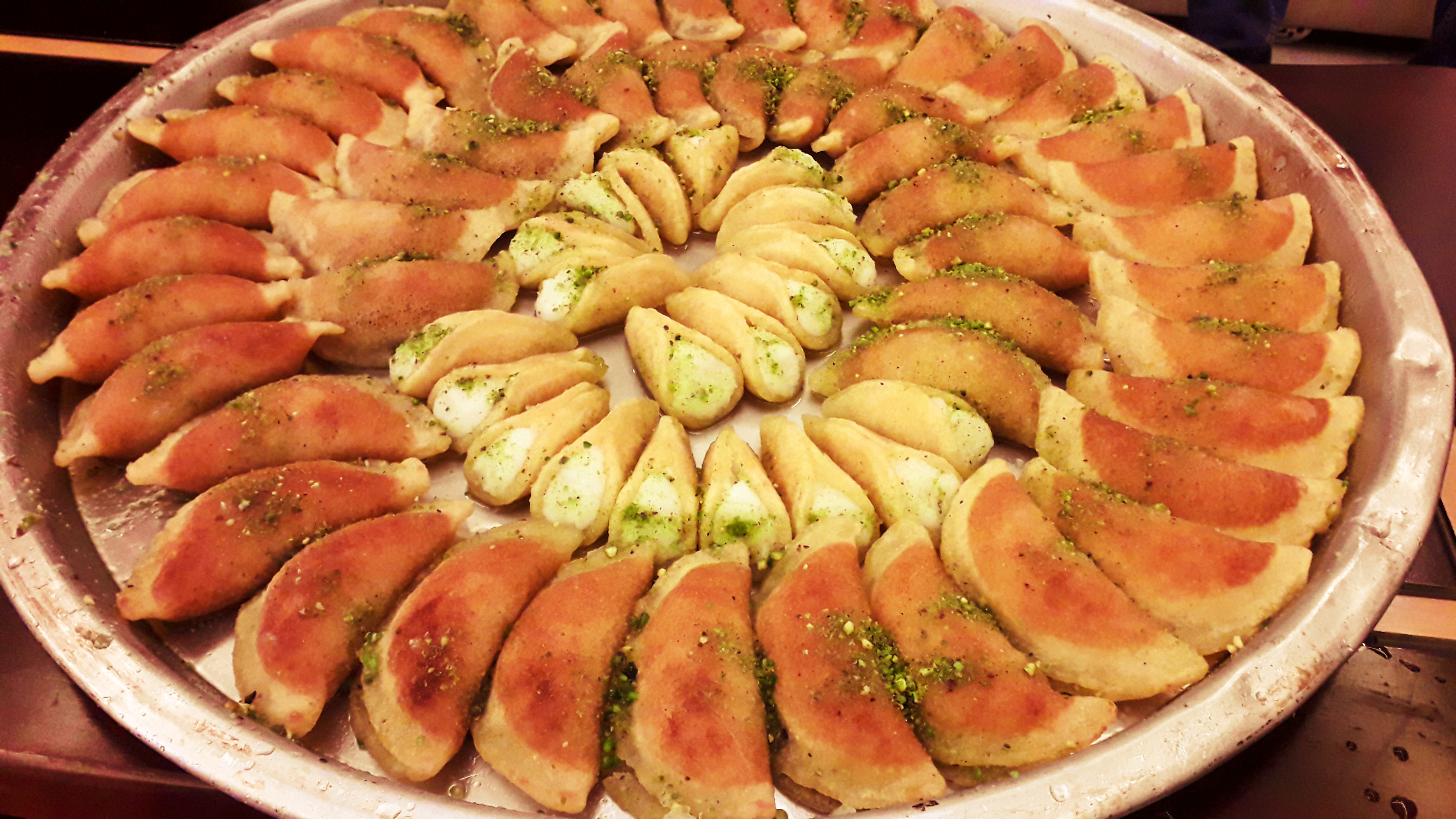

صنع مخبز دانا في فلسطين أكبر قطايف في فعالية نظمتها غرفة تجارة وصناعة بيت لحم في 27 أغسطس 2010. كان وزن الحلويات الصافي 104.75 كيلوغرام (230.9 رطل)، وكان وزن عجينة التحضير 67.45 كيلوغرام (148.7 رطل) ووزن الحشوة 44 كيلوغرام (97 رطل) والأغطية 68 كيلوغرام (150 رطل) لتحتل المرتبة الاولى. حضّر هذه الحُلى 15 شخصًا على مدار ثلاث ساعات.

### كنافة

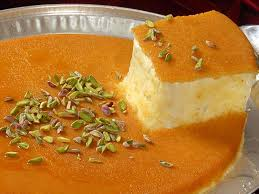

ضمن محاولة لتجاوز أكبر رقم قياسي، صُنع أكبر طبق من الحَلويات الفلسطينية كنافة في مدينة نابلس بالضفة الغربية في فلسطين عام 2009، موطن الكنافة الأصلي، بلغ ارتفاع الصَّحن 75 مترًا بطول وعرض مترين ووزن 1380 كغ. على الرُّغم من ذلك، نجحت مدينة أنطاكية التركية بتجاوز هذا الرَّقم في عام 2017 مجهزة في صينية بطول 78 مترًا بالوصفة التركية من الطبق. لم تُسجَّل أي من هاتين المحاوتين رسميًا أنَّهما تجاوزتا الرقم القياسي إذ لا يوجد حامل رقم قياسي حالي للقب وفقًا لموقع غينيس للأرقام القياسية .

### مسخَّن

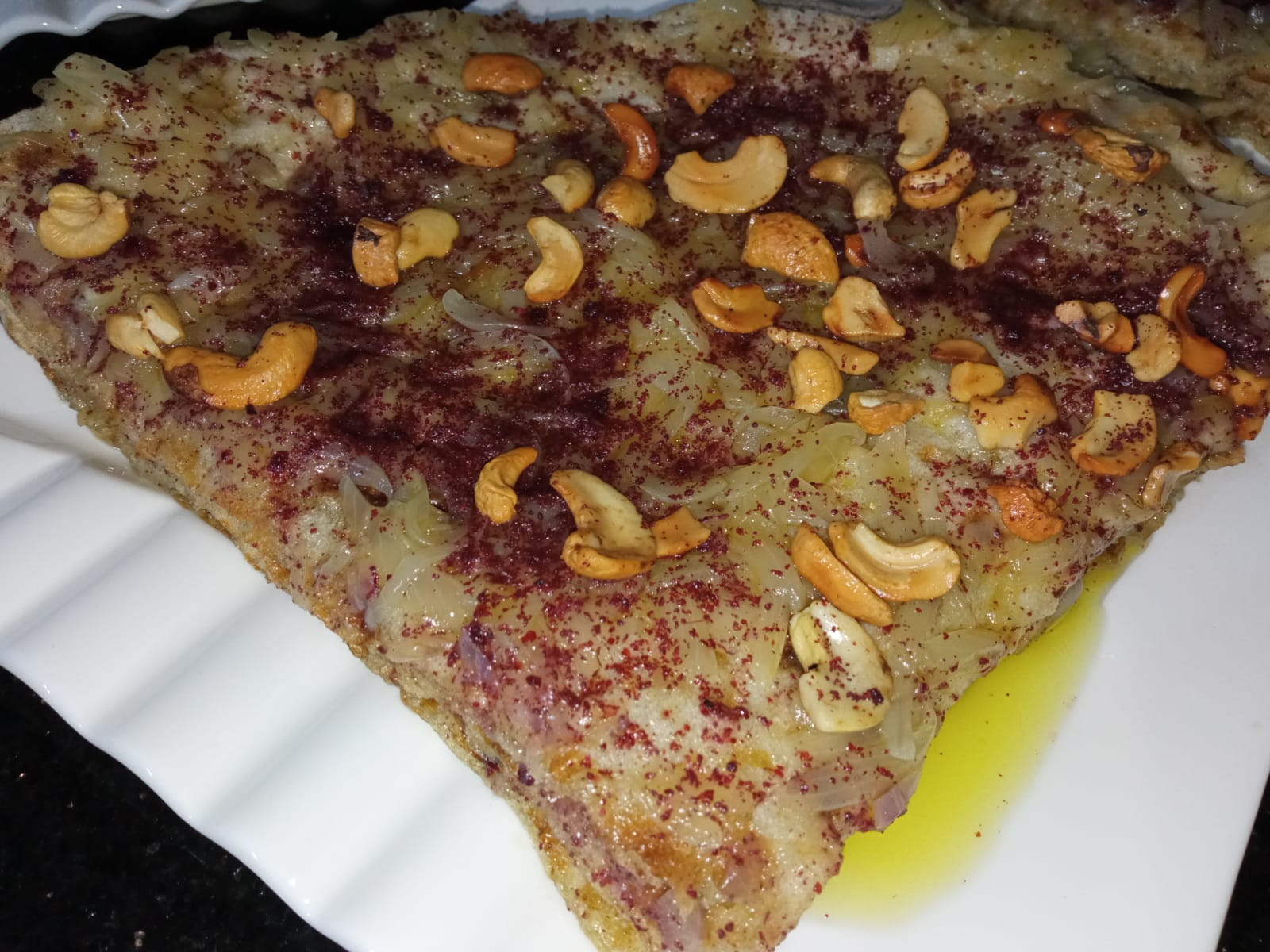

سجَّل الفلسطينيون رقمًا قياسيًا جديدًا بتحضيرهم أكبر طبق مسخن في 20 نيسان (أبريل) 2010، في مدينة رام الله ودخل موسوعة غينيس للأرقام القياسية
بلغ قطر رغيف المسخن 4 أمتار ووزنه الإجمالي 1350 كغ، حضَّره 40 طاهيًا واستخدموا في إعداده 250 كغ من الطحين و170 كغ من زيت الزيتون و 500 كيلو من بصل و70 كغ من لوز
القطايف